# ハードコア・デイズ
『ハードコア・デイズ』（英: The Fluffer）は、2001年に製作されたアメリカ合衆国の映画。

## キャスト
- ジョニー・レベル：スコット・ガーニー
- ショーン：マイケル・クーニョ
- ジェリー：ロクサーヌ・デイ
- チャド：ロバート・ウォーデン
- マルセラ：デボラ・ハリー
- ショーン：ペン・バッジリー
- グィネヴィア・ターナー
- アディナ・ポーター